# خط کیکیو زوشی
خط کیکیو زوشی (به ژاپنی: 京急逗子線, Keikyū Zushi-sen) یک خط راه‌آهن خصوصی در استان کاناگاوا و وابسته به شرکت راه‌آهن کیکیو است.